# Giorno della sete
Col nome di Giorno della sete (in arabo ﻳﻮﻢ ﺍلاﻃﺶ‎?, Yawm al-aṭash), s'identifica una battaglia combattuta nel 724 sulle sponde del fiume Iassarte (Syr Darya) in Transoxiana (attuale Tagikistan) dai musulmani delle truppe califfali di Muslim ibn Sa'id al-Kilabi e dei turchi Turgesh, vassalli della dinastia Tang cinese.
L'esercito omayyade, al comando del formale governatore dell'Iraq Muslim ibn Sa'id al-Kilabi, era dispiegato nella Valle del Ferghana quando fu informato dell'avanzata da est dei Turgesh. Immediatamente gli Arabi avviarono una precipitosa ritirata verso lo Iassarte (Syr Darya), tallonati e infastiditi dalla agile cavalleria dei Turgesh. Infine, dopo 11 giorni, l'esercito omayyade raggiunse il fiume, dove si trovò stretto tra i Turgesh e le forze delle popolazioni locali transoxiane. Nondimeno gli Arabi tentarono di rompere la morsa e di attraversare il fiume in direzione di Khujand, subendo tuttavia gravi perdite che portarono al collasso del governo islamico di gran parte di quella regione centrasiatica, che fino al 740 rimase territorio conteso, con gli Arabi e i Turgesh continuamente impegnati ad assumerne il controllo.

## Antefatti
La regione della Transoxiana era stata conquistata dai musulmani di Qutayba ibn Muslim durante il califfato di al-Walīd I (reg. 705–715), nel quadro delle operazioni della conquista islamica della Persia e del Khorasan a metà del VII secolo. la lealtà verso i conquistatori delle locali popolazioni iraniche e turche e dei loro signori (dehqān) che godevano di grande autonomia, malgrado il crollo dell'Impero persiano sasanide rimase tuttavia volatile e nel 719, esse richiesero alla dinastia Tang in Cina e ai loro vassalli Turgesh aiuto militare per respingere i musulmani. Come risposta, i Turgesh avviarono i loro attacchi nel 720 e i Sogdiani lanciarono incursioni per colpire le truppe califfali. Essi furono sgominati con grande brutalità dal governatore del Khorasan, Sa'id ibn 'Amr al-Harashi, che patì tuttavia il grave rovescio del "Giorno della sete".
Nei pochi anni successivi le forze omayyadi furono costrette sulla difensiva. Furono effettuati sforzi per placare il rancore delle popolazioni locali che, pur convertitesi all'Islam (mawali), erano state considerate artatamente ancora non compiutamente islamizzate, e sottoposte di conseguenza alla tassazione della jizya, più pesante di quella della zakāt che sarebbe invece spettata loro. In quest'opera di "ricucitura" (che aveva avuto un fugace precedente grazie al "pio" califfo ʿUmar II, la cui equiparazione fiscale tra Arabi e mawālī era stata annullata da Yazid II) si mise in luce con scarsa fortuna tra il 725 e il 727 il fratello del Wālī d'Iraq Khalid al-Qasri, Asad, che nella sua veste di governatore del Khorasan, dovette fronteggiare l'irritazione dei maggiorenti arabi locali, che avevano visto con sfavore la sostanziosa decrescita dei loro introiti, che riuscirono a farlo rimuovere dalla sua carica dal Califfo di Damasco. Nel 728 un'insurrezione su vasta scala, abbinata a una nuova invasione dei Turgesh, condusse all'abbandono musulmano di gran parte della Transoxiana, eccezion fatta per la regione attorno a Samarcanda da parte delle forze califfali.

## Spedizione contro il Ferghana e "Giorno della sete"
Nel 723, al-Harashī fu sostituito come governatore da Muslim b. Saʿīd al-Kilābī, che risolse la questione l'anno successivo, lanciando un'operazione bellica con l'obiettivo di impadronirsi del Ferghāna.
La campagna incontrò difficoltà non da poco già ai suoi primi passi, quando giunse la notizia della salita al califfato di Hishām b. ʿAbd al-Malik e quella a Governatore d'Iraq di Khālid al-Qasrī. Aspettandosi l'imminente richiamo di Muslim da parte del nuovo regime, le truppe qaysite e yemenite (Arabi del Sud) a Balkh inizialmente rifiutarono di partecipare alla campagna, ma furono obbligate a raggiungere l'esercito quando una forza composta da mudariti (Arabi del Nord) con Naṣr b. Sayyār marciarono contro di loro e li sconfissero a Barūqān. La campagna dunque partì, dal momento che Khālid al-Qasrī scrisse ad al-Kilābī, invitandolo a procedere fin quando non sarebbe stato rimpiazzato dal fratello di Khālid, Asad, in viaggio per il Khorasan. Ciò nonostante, 4 000 uomini della tribù sudarabica degli Azd disertarono dall'esercito.
Al-Kilābī condusse il suo esercito lungo la Valle dello Iassarte verso il Ferghāna, che strinse d'assedio, mentre devastava il Paese circostante. A questo punto, l'esercito omayyade si accorse che il Khagān Turgesh Su Lu avanzava contro i musulmani con un esercito più potente del suo. Bloccando la sua avanzata, la compagine armata islamica si ritirò verso sud a marce forzate, così in fretta che si disse avesse percorso una distanza in un giorno equivalente a quella di tre giorni di normale cammino.
Il secondo giorno, dopo che gli Arabi ebbero attraversato il Wadī al-Subūḥ, le forze Turgesh li raggiunsero e attaccarono un accampamento secondario piantato da ʿAbd Allāh b. Abī ʿAbd Allāh in modo separato rispetto al grosso delle forze arabe. Gli Arabi e i loro alleati sogdiani ebbero pesanti perdite - tra cui il fratello del sovrano di Samarcanda, Ghūrak, che cadde nello scontro — ma riuscirono a respingere l'offensiva.
Gli Arabi proseguirono nella loro ritirata per otto giorni ancora, nel corso dei quali furono costantemente infastiditi dalla cavalleria Turgesh. Il nono giorno, gi Arabi raggiunsero lo Iassarte, solo per trovare la strada bloccata dai loro nemici, truppe dei locali Principati dello Shāsh e dal Ferghāna, oltre che dai resti dei partecipanti alla ribellione sogdiana che Saʿīd al-Harashī aveva represso.
Gli Arabi si accamparono per la notte e dettero alle fiamme tutto il loro bagaglio, che si dice ammontasse come valore a un milione di dirham, per prepararsi alla battaglia. Il giorno seguente, malgrado le sofferenze derivanti dalla sete dei guerrieri a ed essere stretti tra i Turgesh nella loro retroguardia e dalle forze transoxiane di fronte, gli Arabi tentarono disperatamente di rompere le linee nemiche e attraversare lo Iassarte. Come ricorda Ṭabarī, quando essi approdarono alla relativa salvezza rappresentata da Khujand, "afflitti da fame e stanchezza, le truppe si sparpagliarono disordinatamente". Lì, il comando dell'esercito fu formalmente trasferito ad ʿAbd al-Raḥmān b. Nuʿaym al-Ghāmidī, che riportò il rimanente dell'armata a Samarcanda.

## Conseguenze
La disfatta dell'esercito arabo-islamico e le perdite subite, portarono al quasi completo tracollo del governo musulmano in Transoxiana per vari anni. Secondo lo storico britannico H.A.R. Gibb: «fu in pratica l'ultima spedizione offensiva degli Arabi in Transoxania per quindici anni, ma di assai maggiore importanza fu la ferita inferta al prestigio arabo. I ruoli s'invertirono; da allora in poi gli Arabi si trovarono obbligati alla difensiva e furono gradualmente espulsi dalla maggioranza dei distretti a cavallo del fiume Oxus». Il nuovo Governatore omayyade, Asad al-Qasri, fu incessantemente occupato in campagne militari per i pochi anni successivi che gli rimasero. Asad tentò anche di assicurarsi la cooperazione delle élite locali abolendo per qualche tempo il pagamento delle imposte iniquamente addossate ai convertiti non-arabi (mawālī, ma a questa politica sensata si opposero scioccamente gli stessi Arabi del Khorasan, e fu ripensata quindi dal suo successore Ashras ibn 'Abd Allah al-Sulami.
Ciò condusse a una rivolta generalizzata della Transoxiana nel 728 e, con il sostegno armato dei Turgesh, gli Arabi furono cacciati da quasi tutta la regione. La Transoxiana quindi rimase terreno di confronto e gli Arabi non ne ripresero il controllo fino alle campagne di Naṣr b. Sayyār del 739-741, che si avvantaggiò del crollo del Khaganato Turgesh, preda di guerre civili dopo la morte di Su Lu nel 738.